# Shenāzand
Shenāzand (persiska: شنازند, Chenāzand) är en ort i Iran.   Den ligger i provinsen Qazvin, i den nordvästra delen av landet, 160 km väster om huvudstaden Teheran. Shenāzand ligger 1 362 meter över havet och antalet invånare är 531.
Terrängen runt Shenāzand är lite kuperad.Runt Shenāzand är det ganska tätbefolkat, med 108 invånare per kvadratkilometer. Närmaste större samhälle är Maḩmūdābād Nemūneh, 12,9 km öster om Shenāzand. Trakten runt Shenāzand består i huvudsak av gräsmarker.